# Lorran
Lorran Lucas Pereira de Sousa (Rio de Janeiro, 4 luglio 2006) è un calciatore brasiliano, centrocampista del Flamengo.

## Caratteristiche tecniche
Gioca come centrocampista offensivo.

## Carriera

### Club
Lorran è cresciuto nel settore giovanile del Flamengo, che lo ha acquistato nel 2020 dal Madureira. Il 4 luglio 2022 ha firmato il suo primo contratto professionistico valido fino al 2025. Ha debuttato in prima squadra il 13 gennaio 2023 nell'incontro del Campionato Carioca vinto 1-0 contro l'Audax Rio e due settimane dopo ha segnato il suo primo gol nell'incontro pareggiato 1-1 contro il Bangu.

### Nazionale
Ha giocato nelle nazionali giovanili brasiliane Under-16 ed Under-17.

## Statistiche

### Presenze e reti nei club
Statistiche aggiornate al 21 maggio 2025.
| Stagione        | Squadra         | Campionato      | Campionato | Campionato | Coppe nazionali | Coppe nazionali | Coppe nazionali | Coppe continentali | Coppe continentali | Coppe continentali | Altre coppe | Altre coppe | Altre coppe | Totale | Totale | Totale |
| Stagione        | Squadra         | Comp            | Pres       | Reti       | Comp            | Pres            | Reti            | Comp               | Pres               | Reti               | Comp        | Pres        | Reti        | Pres   | Reti   |        |
| --------------- | --------------- | --------------- | ---------- | ---------- | --------------- | --------------- | --------------- | ------------------ | ------------------ | ------------------ | ----------- | ----------- | ----------- | ------ | ------ | ------ |
| 2023            | Flamengo        | A/RJ+A          | 4+0        | 1+0        | CB              | 0               | 0               | CL                 | 4                  | 0                  | SB+RS+CmC   | 0           | 0           | 4      | 1      |        |
| 2024            | Flamengo        | A/RJ+A          | 2+19       | 0+1        | CB              | 2               | 0               | CL                 | 4                  | 0                  | -           | -           | -           | 27     | 1      |        |
| 2025            | Flamengo        | A/RJ+A          | 4+0        | 0+0        | CB              | 1               | 0               | CL                 | 0                  | 0                  | SB+Cmc      | 0           | 0           | 5      | 0      |        |
| Totale carriera | Totale carriera | Totale carriera | 29         | 2          |                 | 3               | 0               |                    | 4                  | 0                  |             | 0           | 0           | 36     | 2      |        |

## Palmarès

### Club

#### Competizioni nazionali
- Coppa del Brasile: 1

Flamengo: 2024
- Supercoppa del Brasile: 1

Flamengo: 2025

#### Competizioni statali
- Campionato carioca:  2

Flamengo: 2024, 2025
- Taça Guanabara: 2

Flamengo: 2024, 2025